# Олеандер
Олеандер (лат. Nerium oleander), је зимзелена биљка из породице Apocynaceae која расте од Средоземља до Јунана у Кини.

## Станиште и опис
Обично расте око сувих речишта, али се врло често гаји као украсна биљка, због предивних цветова. Расте од 2-6 метара увис, а крошња је широка. Листови расту у пару или у троје, кожнати су и дебели, тамнозелене боје, дугуљасти и шиљати, дуги од 5-21cm и широки од 1-3.5cm. Цветови расту на крајевима грана и боја има може бити бела, ружичаста, црвена или жута. Плод олеандера је дугуљаст, а у зрелости се распрсне и распе ситно семе.

## Гајење и употреба
Олеандер расте добро у суптропским подручјима у којима се често гаји као украсна биљка у двориштима, парковима или дуж саобраћајница. Подноси сушу и чак и краткотрајан мраз, до -10 °C. У Калифорнији и другим државама САД у којима су зиме благе се често користи као украс и заштита од буке поред ауто-путева, јер га јелени не једу због отровности, а прилично је отпоран на сушу и расте и на лошем тлу.
У хладним подручјима може се гајити у стакленим баштама или унутра. Цвет олеандера је прелеп и мирисан и то је главни разлог његове популарности. Постоји преко 400 сорти, са неколико нових хибридних боја које не постоје у дивљим сортама: црвеном, љубичастом, ружичастом и наранџастом; бела и разноразне ружичасте су најчешће. Многе сорте имају двоструке цветове. Младе биљке најбоље напредују на местима на којима не треба да се такмиче са другим биљкама.

## Слике
- Пупољци ружичастог олеандера
- Пупољак белог олеандера
- Отворена чахура са семенима
- Стабло